# Margarita Cueto
Margarita Cueto (Ciudad de México, 1900- Ibidem, 19 de marzo de 1977) fue una soprano mexicana, célebre por sus duetos para la RCA, con su compatriota, Juan Arvizu.

## Trayectoria
Se formó en la Academia de Santa Cecilia, en Puebla, donde estudia solfeo y piano. Luego se traslada a Ciudad de México, a perfeccionar sus conocimientos con el maestro Enrique Rosete.
Para la década del veinte, empieza su incursión en el campo de la ópera interpretando a Aida en la célebre obra de Verdi, en el Teatro Abreu. Comparte escenario con voces de la talla de María Luisa Escobar, Alberto Saint y Rodolfo Hoyos.
Así también firma su contrato con la casa RCA Víctor, para la que grabará durante la década de los veinte y treinta. Su prodigiosa voz era ideal para registrar prácticamente cualquier tipo de género: desde las zarzuelas y operetas ligeras, pasando por la música popular latinoamericana. Fue una cantante prolífica y con una técnica envidiable, que la llevó a grabar con cantantes de la talla del mencionado Arvizu, Carlos Mejía, Juan Pulido, José Moriche, Arturo Patiño, Jorge Añez, Luis Álvarez, Tito Guizar, Evaristo Flórez, Carlos Contreras, Rodolfo Ducal, Perla Violeta Amado, Carmen García Cornejo, etc. Más de dos mil grabaciones llevan el sello de perfección vocal de la soprano mexicana.
Su calidad musical la llevó a hacer una gira por Europa en compañía de maestros de la talla del cubano Ernesto Lecuona. En España fueron populares sus cuplés; su fama hizo que el presidente de los Estados Unidos, Herbert Clarke Hoover, la invitara a cantar a la Casa Blanca. También cantó junto al tenor italiano Enzio Pinza.
A principios de la Guerra Civil Española, se casó con Andrés Garmendia. Tuvo en el país ibérico su más afamado rol operático interpretando a Tosca de Puccini en el Liceu de Barcelona. Al retornar a México, Cueto continuó su labor principalmente como docente lírica.
Los duetos de Margarita Cueto y Juan Arvizu, fueron muy populares en países de Sudamérica como Colombia, donde hicieron varias presentaciones en La Voz de Antioquia, durante la década de los veinte y treinta.
Murió en Ciudad de México, el 19 de marzo de 1977.